# بنسون جانکشن (آریزونا)
بنسون جانکشن (به انگلیسی: Benson Junction) یک منطقهٔ مسکونی در ایالات متحده آمریکا است که در آریزونا واقع شده‌است. بنسون جانکشن ۱٬۱۷۷ متر بالاتر از سطح دریا واقع شده‌است.